# Krasne Persze (obwód kijowski)
Krasne Persze (ukr. Красне Перше) – wieś na Ukrainie, w obwodzie kijowskim, w rejonie obuchowskim, w hromadzie Obuchów. W 2001 liczyła 465 mieszkańców, spośród których 451 wskazało jako ojczysty język ukraiński, 12 rosyjski, 1 mołdawski, a 1 grecki.